# Neil Papworth
Neil Papworth (Reading, Egyesült Királyság, 1969 december 28. –) brit informatikus küldte az első SMS-t 1992. december 3-án Richard Jarvis, a Vodafone egyik igazgatója mobiltelefonjára. "Merry Christmas" („Boldog Karácsonyt”) volt az üzenet szövege.
1969. december 28-án született az angliai Berkshire megye Reading városában. Nős, három gyermek édesapja. Jelenleg Kanadában él és dolgozik.